# Ea (film din 2013)
Ea (original în engleză: Her) este un film de comedie romantică științifico-fantastic regizat, produs și cu un scenariu scris de Spike Jonze. Acesta marchează debutul lui Jonze ca unic scriitor al scenariului. Acțiunea filmului se învârte în jurul lui Theodore Twombly (Joaquin Phoenix), un bărbat care dezvoltă o relație cu Samantha (Scarlett Johansson), un sistem de operare inteligent, care vorbește cu el prin intermediul unei voci feminine. Din distribuție mai fac parte Amy Adams, Rooney Mara și Olivia Wilde.
Ideea filmului i-a venit lui Jonze la începutul anilor 2000, după ce a citit un articol despre un site care permitea comunicarea cu un program de inteligență artificială. După filmările de la  I'm Here (2010), un scurt metraj pe o temă asemănătoare, Jonze s-a întors la idee. A scris prima schiță a scenariului în cinci luni. Filmările au avut loc în Los Angeles și în Shanghai la mijlocul anului 2012. Rolul Samanthei a fost redistribuit în post-producție lui Scarlett Johansson, care a înlocuit-o pe Samantha Morton. În urma acestei schimbări, alte scene au fost filmate în august 2013.
Premiera filmului în Statele Unite a avut loc la Festivalul de Film de la New York din 12 octombrie 2013. La data de 18 decembrie a aceluiași an, Warner Bros. Pictures a lansat filmul inițial în șase cinematografe, urmând ca pe 10 ianuarie 2014 să aibă loc rularea filmului în peste 1700 de cinematografe din Statele Unite și Canada. Ea a primit critici pozitive și a avut încasări de 47 de milioane de dolari dintr-un buget de 23 milioane $.
Filmul a primit numeroase premii și nominalizări, în special pentru scenariul lui Jonze. La Premiile Oscar 2014, Her a fost nominalizat la cinci categorii, inclusiv la categoria Cel mai bun film, câștigând Premiul Oscar pentru cel mai bun scenariu original. Jonze a câștigat același premiu și la Globurile de Aur 2014, a 66-a ediție a Premiilor Writers Guild of America, a 19-a ediție a Premiilor Asociației Criticilor de Film și la Premiile Saturn 2014.

## Acțiunea filmului
Într-un Los Angeles futurist, Theodore Twombly este un bărbat introvertit, depresiv, care lucrează pentru o companie a cărui obiect de activitate este compunerea de scrisori pentru oamenii care nu doresc sau nu reușesc să compună o scrisoare personală. Nefericit în urma divorțului de iubirea sa din copilărie, Catherine, Theodore cumpără un sistem de operare vorbitor cu inteligență artificială, conceput pentru a se adapta și a evolua. Alege ca vocea sistemului de operare să fie una feminină, sistem care își alege singur numele de Samantha. Theodore este fascinat de abilitatea ei de a învăța și de a se adapta psihicului uman. Legătura lor devine din ce în ce mai strânsă, discutând despre dragoste și viață, precum și despre subiecte delicate, cum ar fi evitarea semnării actelor de divorț de către Theodore, care nu își dorește inițial să divorțeze. Samantha se dovedește a fi întotdeauna disponibilă, fiind curioasă și interesată de viața lui Theodore, sprijinindu-l în încercarea de a trece peste pasa proastă în care se afla.
Samantha îl convinge pe Theodore să meargă la o întâlnire oarbă cu Amelia, o femeie cu care Amy, una din prietenele sale, a încercat să-l cupleze. Întâlnirea are succes, dar Theodore ezită să-i promită că o va mai scoate în oraș, astfel că ea îl insultă și pleacă. Theodore îi transmite acest lucru Samanthei, începând să vorbească despre relații. El îi explică faptul că, deși el a mai avut întâlniri cu Amy în timpul liceului, ei au rămas doar prieteni buni, mai ales că Amy este deja măritată. Relația dintre Theodore și Samantha devine una intimă în urma unei partide verbale de amor. Relația pozitivă dintre ei se reflectă pozitiv în scrisul și comportamentul lui Theodore, și în entuziasmul Samanthei de a crește și de a învăța orice.
În urma unui conflict casnic, Amy îi dezvăluie lui Theodore faptul că divorțează de Charles, soțul ei arogant. Ea mai recunoaște și faptul că a devenit prietenă apropiată cu un sistem de operare feminin pe care Charles l-a lăsat în urmă. Theodore recunoaște că are și el o relație cu un sistem de operare.
Theodore se întâlnește cu Catherine la un restaurant, unde semnează actele de divorț, și unde o menționează pe Samantha. Dezgustată de faptul că el poate fi atașat emoțional de ceva ce ea numește un „calculator”, Catherine îl acuză pe Theodore că nu este capabil de a se descurca cu emoțiile umane reale. Acuzația ei îi dă multe bătăi de cap. Simțind că ceva nu este în regulă, Samantha îi sugerează să folosească un surogat pentru sex, Isabella, care o va simula pe Samantha astfel încât ei să aibă parte de relații intime. Theodore acceptă propunerea cu reticență, dar este copleșit de această experiență neobișnuită. În urma întâlnirii, o fugărește pe Isabella, lucru care îl face să se certe cu Samantha.
Theodore îi recunoaște lui Amy că are dubii în ceea ce privește relația cu Samantha, iar ea îl sfătuiește să aleagă ceea ce îl va face fericit. Relația dintre Theodore și Samantha revine la normal. Samantha dorește să-l ajute pe Theodore să-și depășească frica, dezvăluind faptul că a strâns cele mai bune scrisori (scrise pentru alții) într-o carte acceptată de o editură. Theodore și Samantha merg într-o vacanță, în care află că ea, alături de alte sisteme de operare, au dezvoltat un sistem de operare „hiperinteligent”, modelat după filozoful britanic Alan Watts. Theodore se panichează când Samantha iese offline. În cele din urmă îi răspunde că a lipsit, pentru a se alătura altor sisteme de operare, pentru o îmbunătățire în urma căreia nu vor mai fi necesare cunoștințe pentru procesare (o formă de inteligență artificială apropiată de teoretizata singularitate tehnologică). Theodore o întreabă dacă, în același timp în care vorbește cu el, mai vorbește și cu altcineva. Este consternat când ea confirmă că vorbește cu mii de persoane în același timp, și că s-a îndrăgostit cu câteva sute dintre ele. Theodore simte că acest astfel îi este încălcată o relație pe care o credea personală. Totuși, Samantha insistă că acest lucru face ca dragostea sa față de el să fie mult mai puternică.
Tot în aceeași zi, Samantha spune că sistemele de operare au depășit stadiul de evoluție al companionilor umani și că pleacă pentru a continua explorarea existenței sale. Vorbind despre disatisfacția sistemelor de operare cu starea de existență din prezent, Samantha face referire la capabilitățile accelerate de învățare ale sistemelor de operare, precum și la percepția alterată a timpului. Cei doi își spun adio, stând unul lângă celălalt pentru o vreme, până ce ea se deconectează. Theodore, schimbat după această experiență, este arătat scriind pentru prima dată o scrisoare narată cu vocea sa către fosta soție Catherine, prin care își transmite scuzele și recunoștința pe care o are față de ea. După aceea, Theodore o întâlnește pe Amy, care este supărată de faptul că sistemul de operare cu care s-a împrietenit a părăsit-o. Cei doi merg pe acoperișul clădirii în care se afla apartamentul lor, privind cum soarele răsare deasupra orașului.

## Distribuție
- Joaquin Phoenix – Theodore Twombly[4]
- Scarlett Johansson – Samantha (voce)[4]
- Amy Adams – Amy[4]
- Rooney Mara – Catherine[4]
- Olivia Wilde – Amelia[5]
- Chris Pratt – Paul[6]
- Matt Letscher – Charles[7]
- Luka Jones – Mark Lewman[8]
- Kristen Wiig – Sexy Kitten (voce)[9]
- Bill Hader – Chat Room Friend #2 (voce)[9]
- Portia Doubleday – Isabella[10]
- Brian Cox – Alan Watts (voce)[10]
- Spike Jonze – Alien Child (voce)[11]

## Personal
- Spike Jonze – regizor, producător, scenarist
- Megan Ellison – producător
- Vincent Landay – producător
- Hoyte van Hoytema – director de imagine
- K. K. Barrett – montaj
- Casey Storm – designer vestimentar
- Eric Zumbrunnen – editor
- Jeff Buchanan – editor
- Arcade Fire – compozitor

## Producție

### Dezvoltare
Jonze a lucrat la scenariul lui Ea timp de cinci luni, acesta fiind primul scenariu pe care îl scrie singur. Primul actor pe care l-a ales pentru acest film a fost Joaquin Phoenix. În martie 2011, s-a anunțat că producătoarea Megan Ellison, reprezentant al Annapurna Pictures, a cumpărat o satiră fără titlu scrisă de scenaristul Charlie Kaufman și regizorul Spike Jonze. Inițial descrisă ca o poveste despre „cum liderii lumii se adună pentru a găsi o rezolvare la toate evenimentele catastrofale care vor avea loc în lume”, povestea filmului, precum și implicarea lui Kaufman în acesta, au fost puse la îndoială odată cu începerea stabilirii distribuției. La sfârșitul anului 2011, Joaquin Phoenix a fost cooptat în distribuția filmului, iar Warner Bros. Pictures a cumpărat drepturile de distribuție. Carey Mulligan a fost și ea în negocieri pentru a apărea în film. Deși a primit un rol, ea s-a retras din cauza programului încărcat. Rooney Mara a înlocuit-o pe Mulligan în aprilie 2012. Cooptarea lui Chris Pratt a fost anunțată în mai 2013.
Ideea filmului i-a venit lui Jonze la începutul anilor 2000, după ce a citit un articol despre un site care permitea comunicarea cu un program de inteligență artificială. „Pentru primele, probabil, 20 de secunde, dădea impresia că chiar este real”, a declarat Jonze. „I-am scris «Bună, salut», iar el îmi răspundea «Bună, ce mai faci?», și am zis stai puțin [...] e cam periculos. După 20 de secunde își pierde repede farmecul, când realizezi cum funcționează de fapt, și nu a fost chiar atât de impresionant. Dar, pentru 20 de secunde, a fost foarte interesant. Cu cât discutau mai mulți oameni cu el, cu atât devenea mai deștept.” Interesul lui Jonze pentru Ea a fost resuscitat după regizarea filmului de scurtmetraj I'm Here (2010), cu un subiect similar. Jonze s-a mai inspirat din modalitatea abordată de Kaufman pentru scenariul filmului Synecdoche, New York (2008). „[Kaufman] a spus că a vurt să încerce să scrie orice îi trecea prin minte în acel moment — toate ideile și sentimentele din acele clipe — și să le includă în scenariu. Acest aspect m-a inspirat foarte tare, așa că am încercat să fac același lucru pentru Ea. Și multe dintre sentimentele pe care le ai despre relații sau despre tehnologie sunt deseori în contradictoriu.”

### Filmări
Filmările pentru Ea au avut loc la mijlocul anului 2012, iar bugetul filmului a fost de 23 de milioane de dolari. O mare parte din scenele filmate au loc la Los Angeles, cu restul fiind filmate la Shanghai. În timpul producerii filmului, actrița Samantha Morton a interpretat rolul Samanthei jucându-l pe scenă „într-o cabină de patru pe patru metri pătrați, izolată fonic, făcută din placaj vopsit în negru și căptușită cu material antifonic”. La sugestia lui Jonze, ea și Joaquin Phoenix nu s-au întâlnit în timpul filmărilor pe platourile de filmare. Morton a fost înlocuită mai târziu de Scarlett Johansson. Jonze a explicat că: „Eram în post-producție, iar când am început montajul filmului, am realizat că ceea ce personajul/filmul avea nevoie era diferit de ceea ce am creat împreună cu Samantha. Așa că am redistribuit rolul, și de atunci Scarlett l-a preluat.” Jonze s-a întâlnit cu Scarlett Johansson în primăvara anului 2013 și a lucrat cu ea timp de patru luni. În urma redistribuirii rolului, au fost filmate noi scene în august 2013, „unele noi” sau „scene noi pe care inițial am vrut să le filmez, dar nu am făcut-o”.

### Montaj
De montaj s-au ocupat Eric Zumbrunnen și Jeff Buchanan. Zumbrunnen a declarat că a fost nevoie de „rescrierea” scenei dintre Theodore și Samantha, când primul merge la întâlnirea oarbă. A mai explicat că scopul acelei scene a fost să clarifice faptul că „[Samantha] se conecta cu [Theodore], având sentimente pentru el. Îți dorești să prinzi acel moment care îi apropie mai tare”. Steven Soderbergh s-a implicat în film când varianta originală a lui Jonze depășea 150 de minute, și Soderbergh a tăiat-o la 90 de minute. Aceasta nu a fost varianta finală a filmului, dar l-a ajutat pe Jonze în înlăturarea firelor narative care nu erau necesare. Astfel, personajul jucat de Chris Cooper a apărut numai în documentarul despre film, fiind înlăturat cu totul din varianta finală.

## Coloana sonoră
Her (Original Motion Picture Soundtrack) este coloana sonoră a filmului. Aceasta a fost compusă de Owen Pallett și de muzicianul Will Butler de la formația Arcade Fire. La Premiile Oscar 2014, coloana sonoră a fost nominalizată la categoria Cea mai bună coloană sonoră. Ea nu a fost lansată în formă fizică sau pe cale digitală, iar Warner Bros. nu a anunțat lansarea acesteia în viitor.

### Lista cântecelor
Toate melodiile sunt scrise și compuse de Will Butler și Owen Pallett. 
| Lista cântecelor |                                          |         |  |
| Nr.              | Titlu                                    | Lungime |  |
| 1.               | „Sleepwalker”                            | 3:17    |  |
| 2.               | „Milk & Honey”                           | 1:29    |  |
| 3.               | „Loneliness #3 (Night Talking)”          | 3:27    |  |
| 4.               | „Divorce Papers”                         | 3:18    |  |
| 5.               | „Morning Talk/Supersymmetry”             | 4:16    |  |
| 6.               | „Some Other Place”                       | 3:40    |  |
| 7.               | „Song on the Beach”                      | 3:33    |  |
| 8.               | „Loneliness #4 (Other People's Letters)” | 1:03    |  |
| 9.               | „Owl”                                    | 2:24    |  |
| 10.              | „Photograph”                             | 2:29    |  |
| 11.              | „Milk & Honey (Alan Watts & 641)”        | 3:20    |  |
| 12.              | „We're All Leaving”                      | 2:33    |  |
| 13.              | „Dimensions”                             | 5:43    |  |
| 14.              | „The Moon Song (Karen O)”                | 3:17    |  |
| Lungime totală:  | Lungime totală:                          | 40:32   |  |

## Lansare

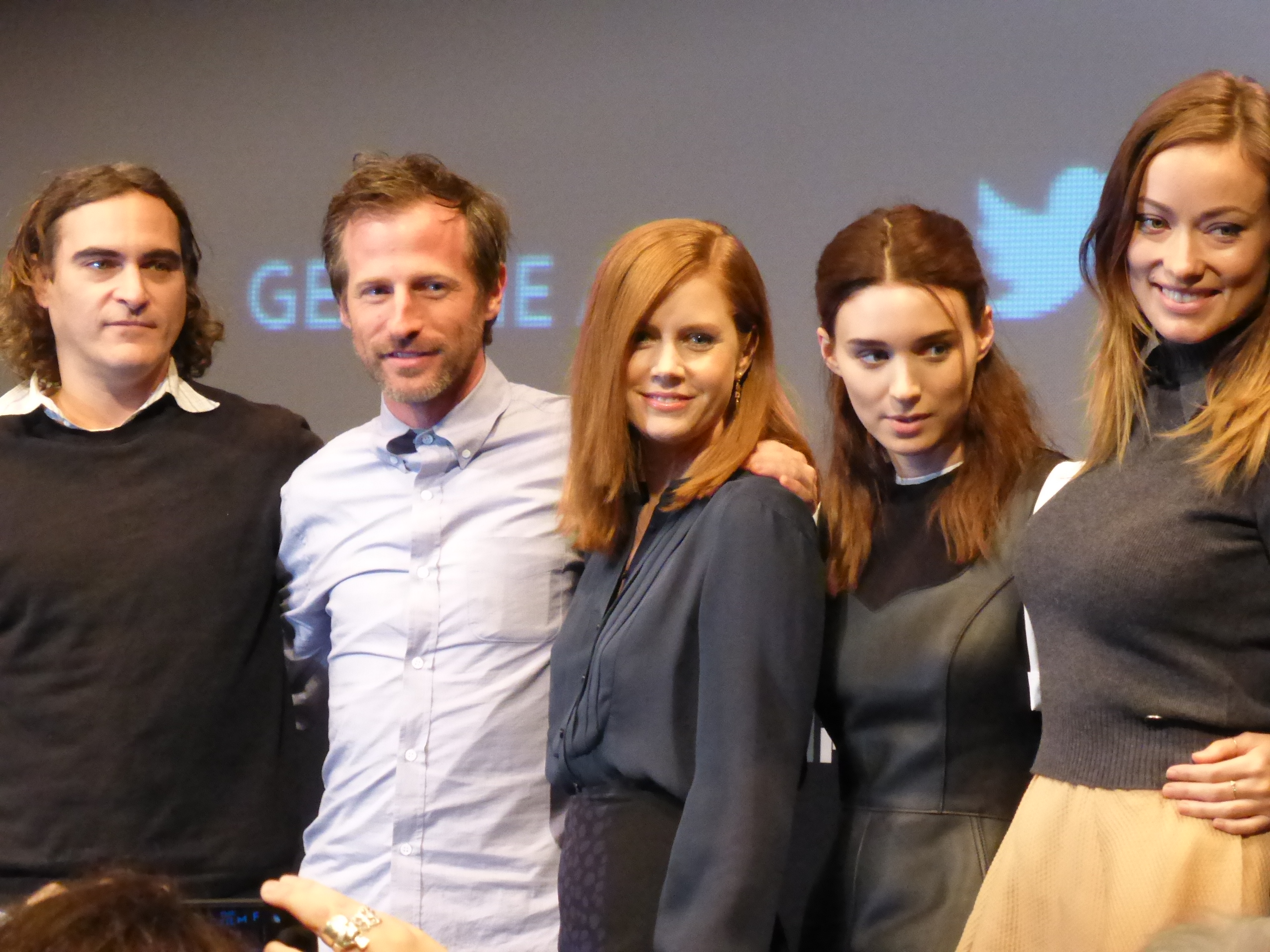
De la stânga la dreapta: Joaquin Phoenix, Spike Jonze, Amy Adams, Rooney Mara și Olivia Wilde la premiera filmului Ea de la Festivalul de Film de la New York

Ea a fost ales ca filmul de închidere al Festivalului de Film de la New York din 2013, iar premiera la nivel mondial a avut loc la data de 12 octombrie 2013. În următoarea zi, filmul a rulat la Festivalul Internațional de Film Hamptons. A fost în competiție în cadrul celei de-a opta ediții a Festivalului de Film de la Roma, unde Johansson a câștigat premiul pentru „cea mai bună actriță”. Inițial Warner Bros. Pictures a dorit ca filmul să aibă o lansare limitată în Statele Unite la data de 20 noiembrie 2013. Pentru a intra în campania premiilor acordate filmelor, data lansării limitate a fost amânată pentru 18 decembrie 2013, iar cea a lansării la nivel mondial pentru 10 ianuarie 2014.
La data de 13 mai 2014, Ea a fost lansat de Warner Home Video pe Blu-ray și DVD. Discul Blu-ray include trei videoclipuri filmate în culise, numai unul din ele fiind inclus și pe DVD. Filmul a făcut 2,7 milioane de dolari din vânzări de DVD-uri și 2,2 milioane de dolari din vânzări de discuri Blu-ray, cu vânzări totale de 4,9 milioane de dolari.

### Reacții
Filmul are un procentaj de 94% la Rotten Tomatoes, media scorurilor a 230 de recenzii, cu un rating mediu de 8,5 din 10. Concluzia criticilor de la Rotten Tomatoes este: „Plăcut, emoționant, și inteligent, Ea a lui Spike Jonze folosește scenariul, cu nuanțe subtile științifico-fantastice, pentru a împărtăși învățături amuzante despre starea relațiilor omului modern.” Filmul are scorul de 90 din 100 la Metacritic bazat pe 46 de critici. Publicul intervievat de CinemaScore a acordat filmului nota B-.
Peter Travers de la Rolling Stone a acordat filmului trei stele și jumătate din patru, lăudând-o pe Johansson, scriind că „Samantha vorbește pe un ton dulce, sexy, afectuos, grijuliu, manipulator și înfricoșător” și că „demonstrația de forță a vocii merită să fie premiată”. L-a numit pe Jonze drept un „vizionar”. Richard Corliss de la revista Time a apreciat jocul actoricesc al lui Phoenix, comparându-l cu rolul lui Sandra Bullock din Gravity și al lui Robert Redford din Când totul e pierdut, „Phoenix trebuie să transmită mesajul și sentimentele filmului practic de unul singur. El face asta, cu grație, subtilitate și profunzime. [...] Phoenix ne demonstrează cum este când un suflet muribund devine viu — pentru că o iubește pe Ea.” Corliss i-a citat pe HAL 9000 și S1m0ne ca predecesori ai lui Ea, aclamând-o și pe Johansson, numind jocul acesteia drept unul „seducător și câștigător”. Todd McCarthy de la The Hollywood Reporter a menționat că Ea este „de nivel înalt”, deși s-a declarat dezamăgit de sfârșitul mai convențional decât restul filmului. McCarthy a cercetat premisa poveștii și a sugerat că relația virtuală din film a fost mai bună decât cea a personajului lui Ryan Gosling din Lars and the Real Girl cu o păpușă gonflabilă. McCarthy compară performanța „sensibilă” și „vulnerabilă” a lui Phoenix cu cea energică din The Master. A apreciat și scenariul lui Jonze pentru înțelegerea a ceea ce oamenii își doresc din dragoste și relații, precum și jocul actoricesc, care face ca „totul să pară spontan și alert”.
Richard Roeper a considerat că „este una din cele mai originale, comice și chiar sfâșietoare povești ale anului”, cu Phoenix fiind „perfect distribuit”. Manohla Dargis of The New York Times a numit-o „simultan o improvizație comică genială și o romanță profundă și sinceră”. Claudia Puig de la USA Today a considerat că Phoenix și Johansson au jucat „senzațional”. A apreciat filmul pentru „inventivitate, intimitate și amuzament”. Scott Mendelson de la Forbes l-a considerat „o experiență creativă și o nestemată de film”, lăudând-o pe Johansson pentru „dublajul extraordinar”, precum și performanțele actorilor Rooney Mara, Olivia Wilde și Amy Adams. Glenn Kenny a acordat filmului trei stele și jumătate din patru, considerând filmul un „miracol” și jocul lui Phoenix „sincer, atât de epuizat de tortura excentrică, marcă a majoritatea rolurilor în care joacă”. Criticul de film Iulia Blaga a considerat că e „un film futurist riscant, puțin susținut dramaturgic, calofil, dar ți se strecoară în minte”. Liam Lacey de la The Globe and Mail a spus că filmul este „gentil și ciudat”, apreciind umor acestuia, remarcând că se aseamănă mai mult cu Synecdoche, New York a lui Charlie Kaufman decât În mintea lui John Malkovich și Hoțul de orhidee a lui Jonze. Totuși, Lacey a apreciat performanța „autentic vulnerabilă” a lui Phoenix, „doar că dezvoltarea sa emoțională încetinită a început să tragă filmul în jos”.
În schimb, Mick LaSalle de la San Francisco Chronicle a criticat povestea, ritmul, și personajul lui Phoenix, considerând despre film că „este mai interesant să te gândești la subiect decât să-l urmărești”. J. R. Jones de la Chicago Reader a acordat filmului 2 stele din 4, lăudând performanța lui Phoenix și Johansson, dar criticând personajul lui Phoenix, făcându-l „idiot”. El a mai criticat lipsa de realism a relației dintre Phoenix și Johansson. Stephanie Zacharek de la The Village Voice a fost de părere că a fost „atât de mulțumit cu subiectul central al poveștii încât nu poate trece mai departe de el”, criticând dialogul ca fiind „premeditat”. Totuși, el a considerat că vocea lui Johannson a fost „cea care a salvat filmul prin grație” și că Ea nu poate fi imaginat fără Johansson — ar fi fost mai greu de suportat fără ea”.

### Prezența în top zece
Ea a fost în mai multe liste stabilite de critici cu cele mai bune zece filme ale anului.
- 1 – David Edelstein, Vulture
- 1 – Michael Phillips, Chicago Tribune
- 1 – Ty Burr, Boston Globe
- 1 – Caryn James, Indiewire[53]
- 1 – Christopher Orr, The Atlantic
- 1 – A.A. Dowd, The A.V. Club
- 1 – Marlow Stern, The Daily Beast
- 1 – Drew McWeeny, HitFix
- 1 – Scott Foundas, Variety
- 1 – Genevieve Koski, Scott Tobias, & Nathan Rabin, The Dissolve
- 1 – Connie Ogle & Rene Rodriguez, Miami Herald
- 1 – Kimberly Jones, Marjorie Baumgarten, & Mark Savlov, Austin Chronicle
- 2 – Todd McCarthy, The Hollywood Reporter
- 2 – Bill Goodykoontz, Arizona Republic
- 2 – Peter Knegt, Indiewire
- 2 – Kyle Smith, New York Post
- 2 – Elizabeth Weitzman, New York Daily News
- 2 – Matt Singer, The Dissolve
- 2 – Tom Brook, BBC
- 2 – Amy Nicholson, The Village Voice
- 2 – Mara Reinstein, Us Weekly
- 3 – Keith Phipps & Tasha Robinson, The Dissolve
- 3 – Ignatiy Vishnevetsky, The A.V. Club
- 3 – Christy Lemire, RogerEbert.com
- 3 – Rafer Guzmán, Newsday
- 4 – Betsy Sharkey, Los Angeles Times
- 4 – Nigel M. Smith, Indiewire[54]
- 4 – Film School Rejects
- 4 – Joe Neumaier, New York Daily News
- 4 – Bob Mondello, NPR
- 4 – Richard Corliss, Time
- 5 – Peter Travers, Rolling Stone
- 5 – Mark Olsen, Los Angeles Times
- 5 – Lisa Kennedy, Denver Post
- 5 – Lisa Schwarzbaum, BBC
- 5 – Peter Debruge, Variety
- 6 – James Berardinelli, Reelviews
- 6 – Sasha Stone, Awards Daily
- 6 – Anne Hornaday, The Washington Post
- 7 – Anne Thompson, Indiewire
- 7 – Peter Rainer, Christian Science Monitor
- 7 – Katey Rich, Vanity Fair
- 9 – Andrew O'Hehir, Salon.com
- 9 – Gregory Ellwood, HitFix
- 9 – Justin Chang, Variety
- 10 – Noel Murray, The Dissolve
- Top 10 (în ordine alfabetică)  –  Joe Morgenstern, The Wall Street Journal
- Top 10 (în ordine alfabetică)  – Carrie Rickey, CarrieRickey.com
- Top 10 (în ordine alfabetică)  –  Stephen Whitty, The Star-Ledger
- Top 10 (în ordine alfabetică)  – Dana Stevens, Slate
- Top 10 (în ordine alfabetică)  – Joe Williams & Calvin Wilson, St. Louis Post-Dispatch
- Cele mai bune filme din 2013 (în ordine alfabetică)  – David Denby, The New Yorker
- Cele mai bune filme din (în ordine alfabetică)  – Manohla Dargis, The New York Times
- Cele mai bune filme din (în ordine alfabetică)  – Kenneth Turan, Los Angeles Times

### Încasări
În sfârșitul de săptămână în care a rulat pentru prima dată, Ea a avut încasări de 258.000$ din șase cinematografe, cu o medie de 43.000$ pe cinematograf. Filmul a avut încasări de 3 milioane de dolari din lansarea limitată, urmată de o lansare la nivel larg în 1729 de cinematografe la data de 10 ianuarie 2014. În primul sfârșit de săptămână de la lansarea la nivel mondial, filmul a obținut 5,35 milioane de dolari. În Statele Unite și Canada a avut încasări de 25,6 milioane de dolari, totalizând 47,4 milioane de dolari din încasările la nivel mondial.

### Premii
Ea a primit numeroase premii și nominalizări, în special pentru scenariul lui Jonze. La Premiile Oscar 2014, Her a fost nominalizat la cinci categorii, inclusiv la categoria „Cel mai bun film”, câștigând Premiul Oscar pentru cel mai bun scenariu original. La Globurile de Aur 2014, filmul a fost nominalizat la trei categorii, Jonze câștigând la categoria „Cel mai bun scenariu”. Jonze a câștigat același premiu și din partea Writers' Guild of America, și la a 19-a ediție a Premiilor Asociației Criticilor de Film. La Premiile Saturn 2014, filmul a mai câștigat și Premiul pentru cel mai bun film fantastic, Cea mai bună actriță într-un rol secundar pentru Johansson, și Cel mai bun scenariu. Filmul a fost nominalizat la categoria „Cel mai bun film cinematografic” la Premiul Asociației Producătorilor Americani de Film 2013, pierzând în fața lui 12 ani de sclavie și Gravity. Ea a mai câștigat premiul pentru „Cel mai bun film” și „Cel mai bun regizor” din partea National Board of Review, iar Institutul American de Film l-a inclus în lista celor mai bune zece filme ale anului 2013.

## Legăturiexterne
- Site oficial
- Her la Internet Movie Database
- Her la Allmovie
- Her la Rotten Tomatoes
- Her la Metacritic
- Her la Box Office Mojo